# Turbo Kid
Turbo Kid è un film canadese del 2015 diretto da François Simard, Anouk & Yoann-Karl Whissell.

## Trama
In un futuro post-apocalittico, The Kid, un giovane solitario, deve affrontare le sue paure e diventare un eroe riluttante, quando incontra una ragazza di nome Apple che si sente minacciata dal leader della Zona Contaminata Zeus.